# Andersen Monogatari
Сказки Андерсена (яп. アンデルセン物語 Андэрусэн Монотагари) — японский аниме-сериал, выпущенный студией Mushi Productions, транслировался по телеканалу Fuji TV с 3 января по 21 декабря 1971 года. Всего выпущены 52 серии аниме. Сериал транслировался на Немецком, Итальянском и Испанском языках.

## Сюжет
Для того, чтобы поступить в магический университет, нужно предъявить 100 «карточек добродеяния», каждая из которой появляется после благого дела. 2 мышонка по имени Канти и Дзюкко решают путешествовать по известно-печальным сказкам Ханса Кристиана Андерсена, чтобы изменить их ход событий и сделать конец каждой сказки счастливым.

## Персонажи
| Персонажи                      | Японский Дубляж   |
| ------------------------------ | ----------------- |
| Инспектор                      | Фудзимура Арихиро |
| Ганс                           | Фудзита Тосико    |
| Карен, дочь бургомистра, Канти | Масуяма Эйко      |
| Черный кот Горо                | Судзуки Ясуси     |
| Буль                           | Минами Синсукэ    |
| Мими (кошка Эльзы)             | Мива Кацуэ        |
| Мышонок Кеке                   | Кури Тихару       |
| Дзюкко                         | Ямада Ясуо        |
| Эльза                          | Сугияма Кадзуко   |